# Kanton Les Mées
Kanton Les Mées (fr. Canton des Mées) je francouzský kanton v departementu Alpes-de-Haute-Provence v regionu Provence-Alpes-Côte d'Azur. Tvoří ho šest obcí.

## Obce kantonu
- Le Castellet
- Entrevennes
- Malijai
- Les Mées
- Oraison
- Puimichel